# Port lotniczy Grootfontein
Port lotniczy Grootfontein (IATA: GFY, ICAO: FYGF) – port lotniczy położony w Grootfontein, w Namibii.